# Zámori-patak
Zámori-patak är ett vattendrag i Ungern.   Det ligger i provinsen Pest, i den centrala delen av landet, 20 km sydväst om huvudstaden Budapest.